# Haute-Soule

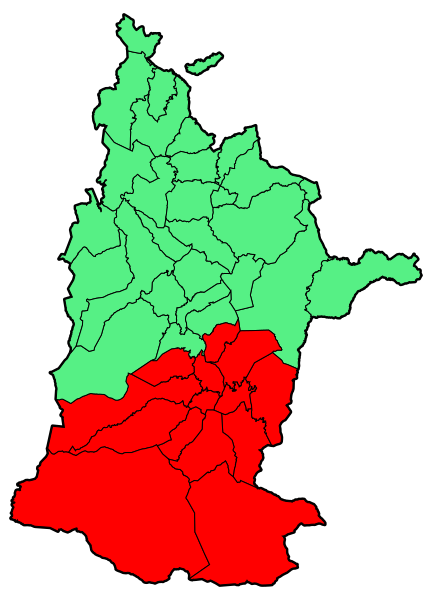
Pays historique de Basabürüa

La Haute-Soule ou Basabürüa est un pays historique de la province basque de la Soule, dans le département des Pyrénées-Atlantiques.

Blason de la Soule

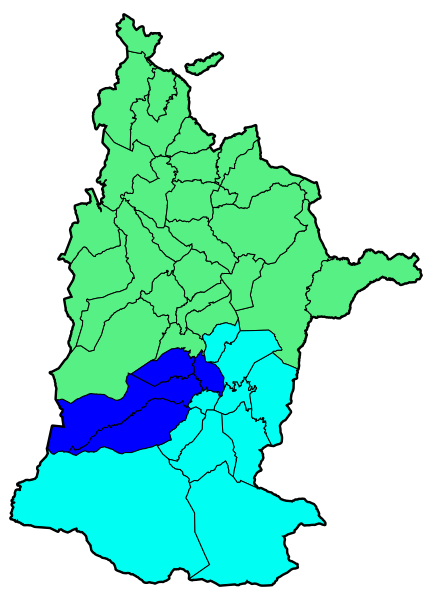
Basabürüa: en bleu foncé, Ibarresküin; et en bleu clair, Ibarrezker.

Les communes d'Alos-Sibas-Abense, Alçay-Alçabéhéty-Sunharette, Camou-Cihigue et Lacarry-Arhan-Charritte-de-Haut sont situées dans l'Ibarresküin ou le Val Dextre et les autres dans l'Ibarrezker ou le Val Senestre.

## Régions limitrophes
- le Béarn à l'est ;
- Basse-Soule au nord ;
- Arbaille au nord-ouest ;
- le Pays de Cize (Basse-Navarre) au sud-ouest ;
- la Vallée de Salazar et la vallée de Roncal (Navarre) au sud.

## Communes[1]

### Ibarresküin
- Alçay-Alçabéhéty-Sunharette (Altzai-Altzabeheti-Zunharreta)
- Alos-Sibas-Abense (Aloze-Ziboze-Onizegaine)
- Camou-Cihigue (Gamere-Zihiga)
- Lacarry-Arhan-Charritte-de-Haut (Lakarri-Arhane-Sarrikotagaine)

### Ibarrezker
- Tardets-Sorholus (Atharratze-Sorholüze) (ville principale)
- Barcus (Barkoxe)
- Esquiule (Eskiula)
- Etchebar (Etxebarre)
- Haux (Hauze)
- Trois-Villes (Iruri)
- Larrau (Larraine)
- Lichans-Sunhar (Lexantzü-Zunharre)
- Licq-Athérey (Ligi-Atherei)
- Laguinge-Restoue (Liginaga-Astüe)
- Montory(Montori)
- Sainte-Engrâce (Urdatx, Santa Grazi)

## Pays historiques de la Soule
- Arbaille (Arbaila)
- Basse-Soule ou La Barhoue ou (Pettarra)
- Haute-Soule (Basabürüa)[4]